# Niedermurach
Niedermurach – miejscowość i gmina w Niemczech, w kraju związkowym Bawaria, w rejencji Górny Palatynat, w regionie Oberpfalz-Nord, w powiecie Schwandorf, wchodzi w skład wspólnoty administracyjnej Oberviechtach. Leży w Lesie Czeskim, około 24 km na północny wschód od Schwandorfu.

## Dzielnice
W skład gminy wchodzą następujące dzielnice: Niedermurach, Nottersdorf, Pertolzhofen, Rottendorf in Niedermurach, Wagnern.

## Demografia
| Rok  | Liczba mieszk. |
| ---- | -------------- |
| 1970 | 1 425          |
| 1987 | 1 366          |
| 2000 | 1 366          |

## Osoby urodzone w Niedermurach
- Alois Niederalt - polityk

## Oświata
(na 1999)

W gminie znajduje się 25 miejsc przedszkolnych (46 dzieci) oraz szkoła podstawowa (4 nauczycieli, 71 uczniów).